# 야히야 이븐 이브라힘
야히야 이븐 이브라힘(영어: Yahya Ibn Ibrahim)은 바누 구달라(Banu Gudala) 부족의 족장이다. 그는 아달라흐 이븐 야신과 연합하여 알모라비드 왕조를 건국하는데에 큰 기여를 하였다.

## 배경
바누 구달라족은 산하자의 부족들 중 하나였다. 바누 람투나(Banu Lamtuna) 지역을 지나, 해안가에 주로 거주하였다. 이 부족은 진리를 전파하고 불의를 타도하기 위하여 이슬람교 경전 이외의 세금 제도인 마그하림(Magharim)을 폐지하였다. 대부분이 수니파 이슬람 교도였으며, 말리크 빈 아나(Malik bin Anas)의 열렬한 지지자들이었다.
알-바크리(Al-Bakri)에 의하면, 야히야 이븐 이브라힘은 메카에 순례를 갔고, 거기에서 돌아오는 길에 율법학자 아부 임란 알-파시(Abu Imran al-Fasi)를 만나게 된다. 알-파시는 이브라힘 부족의 종교적 원칙과 풍습에 대하여 관심을 보였고, 알-파시는 이브라힘을 "비록 무지하나 배우기를 열망하며, 강한 믿음과 선한 마음을가지고 있다."라고 평하였다.
아부 임란은 이브라힘을 가르칠 수 있는 적당한 사람을 찾을 수 없었고, 그리하여 이브라힘을 말룩스(Maluksus)에 있는 와가그 이븐 자르위에게 보낸다. 이브라힘은 아부 임란의 조언을 듣고 자르위를 만났으며, 자르위는 아달라흐 이븐 야신을 그에게 추천한다.